# 르노 드 샤티용

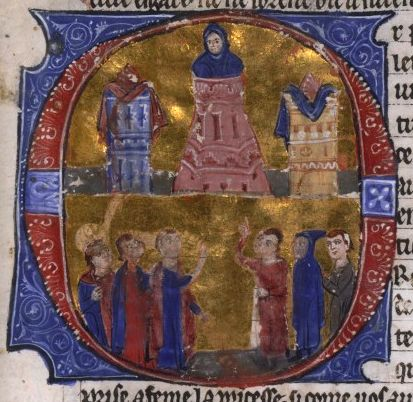
르노와 안티오키아 총대주교 (티레의 기욤의 책에 나타난 삽화-13세기).)

르노 드 샤티용 (Renaud de Châtillon, 1125년 – 1187년 7월 4일)는 제2차 십자군에 참가한 기사로 십자군이 철수한 이후에도 성지에 남아 1153년부터 1160년까지 안티오키아 공국을 다스렸다. 그는 당시에 이슬람과의 휴전협상을 빈번히 어기고 논란을 일으키는 것으로 유명했고 결국 살라흐 앗 딘에게 붙잡혀 직접 살라흐 앗 딘의 손으로 처형당했다.

## 생애
르노의 출신은 명확하지 않다. 1147년 이전 어느 시점에선가 십자군에 참가하여 팔레스타인으로 왔고 안티오키아 공국에서 일하다가 1153년 안티오키아의 콩스탕스와 몰래 결혼했는데 당시 예루살렘 왕국의 왕이던 보두앵 3세는 르노의 비천한 신분 때문에 이 결혼에 반대했을 것이 분명하기 때문이었다.
1156년 르노는 비잔티움 황제 마누엘 1세 콤네누스에게 자신의 공작위를 승인하는 대가로 아르메니아의 반란을 공격한다고 했다가 마누엘이 자신과의 약속을 어겼다며 비잔티움 제국의 영토인 키프로스를 침공하였다. 이 과정에서 안티오키아의 라틴 총대주교 이메리가 이에 반대하고 원정비용을 대는 것을 거부했는데 레널드는 총대주교를 붙잡아 발가 벗기고 머리의 상처에 꿀을 발라 뜨거운 태양아래의 성채에 매달아 놓았다. 태양과 벌레에 시달린 결국 총대주교 이메리는 원정비용을 지급할 수밖에 없었다. 르노의 군사들은 키프로스를 약탈하고 파괴하고 유린했다.
비잔티움 황제 마누엘은 키프로스에 대한 복수로 군사를 일으켜 시리아로 진격해 왔다. 강력한 대군앞에 두자 르노는 맨발로 벌벌 기면서 황제에게 자비를 구했고 1159년 황제에게 배상금을 지불하고 안티오키아를 동방 정교회로 개종할 것을 서약했다. 마누엘이 안티오키아에 입성했을 때 르노는 굴종의 표시로 황제의 말을 끌고 입성했다.
이듬해 르노는 이슬람군에 포로로 붙잡혔고 16년동안 알레포에 감금되었다. 그는 막대한 몸값을 주고 1176년 풀려났다. 이 때의 복수로 그는 평생동안 이슬람에 대한 적개심을 품고 이슬람교도를 무자비하게 다뤘다.
아내 콩스탕스가 1163년 죽고 그는 또다른 부유한 미망인 스테파니와 결혼했는데 이 결혼으로 사해 근처의 알 카라크 성채를 손에 넣었다. 이 성채는 다마스쿠스와 이집트를 연결하는 통상로의 요충지였다. 이 성채의 영주로 있으면서 르노는 적들과 이슬람 포로를 잔인하게 다루어 성채에서 밀어 바위로 떨어뜨리는 잔학 행위로 악명을 떨쳤다.
1177년 그는 예루살렘의 보두앵 4세와 함께 몽기사르 전투에 참가하여 살라흐 앗 딘을 물리치는 데 일조했다. 살라흐 앗 딘은 겨우 도망치고 십자군과 휴전조약을 맺을 수밖에 없었다. 1181년 르노는 휴전조약을 깨고 알 카라크 성채 근처를 지나던 카라반을 공격했고 살라딘은 이에 항의 했지만 보두앵 4세는 르노를 통제 할 수 없었다. 결국 이듬해 이슬람과 기독교국가들과의 전쟁이 재개 되었다. 르노는 홍해에 선단을 띄워 해적행위를 시작했고 이슬람의 성지인 메카와 메디나 근처까지 유린하고 다녔다. 이 행위는 살라흐 앗 딘의 분노를 샀고 살라흐 앗 딘은 르노에게 복수할 것을 맹세하고 카라크를 공격했다. 당시 카라크에서는 르노의 양자 엥프레와 예루살렘 공주 이사벨은 결혼식을 올리고 있었다. 이때 트리폴리 백작 레몽의 도움으로 카라크는 함락되지 않았다.
1186년 시빌라와 뤼지냥의 기가 예루살렘 왕이 되자 왕국은 기의 "궁정파"와 트리폴리의 레몽, 이벨린가문의 귀족파로 나뉘었는데 르노는 기의 편에 섰다. 그 해 말 르노는 또 다시 살라딘과의 휴전협정을 어기고 다마스쿠스와 이집트를 오가는 카라반을 공격했다. 티레의 기욤등 당시 기독교측 사료에는 이 카라반에 메카의 순례여행을 다녀오던 살라흐 앗 딘의 누이들이 있었고 르노로부터 모욕을 당했다고 전해지지만 이슬람측 자료에는 이런 언급이 없다. 예루살렘의 왕 기는 르노를 처벌하여 사라흐 앗 딘의 환심을 사려했으나 르노는 자신의 땅은 자신이 주인이라며 처벌을 거부했고 살라흐 앗 딘은 두번이나 휴전협정을 어기고 이슬람의 성지를 모욕한 르노를 반드시 자신의 손으로 목을 벨 것을 맹세했다.
1187년 7월 4일 살라딘은 예루살렘 왕 기와 레몽, 르노, 성전 기사단, 병원기사단등 기독교 연합군과 하틴 전투에서 맞붙었다. 이 전투는 십자군의 전략적 실수로 기독교군의 몰살로 이어졌고 기와 르노는 포로로 붙잡혔다. 살라흐 앗 딘은 기와 르노를 자신의 천막으로 끌고 오게 했다. 살라흐 앗 딘은 르노에게 협정위반을 준엄하게 꾸짖고 기 왕이 보는 앞에서 직접 그의 목을 쳤다. 기는 벌벌 떨면서 다음 차례는 자신이 될 것이라고 생각했는데 살라딘은 기를 살려주었다.
르노는 당시에는 이슬람의 손에 순교된 전사의 이미지로 알려졌지만 현재는 포악한 강탈자, 해적질 및 수차례의 협정 위반과 비신사적 약탈행위로 예루살렘 왕국의 멸망에 상당한 책임이 있다고 본다.